# Rosalinda (astronomia)
Rosalinda o Urano XIII, è un satellite naturale del pianeta Urano che ha preso il nome della figlia del duca nella commedia Come vi piace di William Shakespeare.

## Storia
È stato scoperto dalle immagini prese dalla Voyager 2 del 13 gennaio 1986, ed ha ricevuto la designazione provvisoria S/1986 U 4.

## Caratteristiche fisiche
Solamente il 7% della luce irradiata viene riflessa dalla superficie; per questo esso risulta un corpo grigio scuro.

## Parametri orbitali
È un satellite interno di Urano.

## Caratteristiche
Rosalinda appartiene al gruppo di satelliti "Porzia" che comprende anche Bianca, Cressida, Desdemona, Porzia, Giulietta, Cupido, Belinda e Perdita. Questi satelliti hanno orbite e proprietà fotometriche simili. 
Del satellite si conoscono solamente l'orbita, il raggio ( 36 km) e l'albedo (0,08).
Nelle immagini riprese dalla sonda Voyager 2, Rosalinda appare come un oggetto pressoché sferico; la forma è quella di uno sferoide oblato con un rapporto tra gli assi compreso tra 0,8-1,0.
Rosalinda è in risonanza orbitale 3:5 con Cordelia.